# Anton Pozeg
Anton Pozeg (* 11. Oktober 1982 in München) ist ein deutscher Koch.

## Werdegang
Nach der Ausbildung im Restaurant Weichandhof in München ging er zum Hotel Bayerischen Hof in München und dann zum Hotel Atlantic Kempinski in Hamburg. 2006 wechselte er zum Restaurant Aquarello bei Mario Gamba in München. 2010 ging er zum Hotel Vier Jahreszeiten Kempinski in München.
2012 wechselte er zum Hotel Palais Hansen Kempinski in Wien und gestaltete die Neueröffnung des Restaurants Edvard mit. Im April 2015 wurde er dort Küchenchef, wo er im gleichen Jahr mit einem Michelinstern ausgezeichnet wurde.
Mitte 2017 wurde er Küchenchef im Schwarzreiter Restaurant & Tagesbar erneut im Hotel Vier Jahreszeiten in München, das ebenfalls mit einem Michelinstern ausgezeichnet wurde. Im August 2018 wurde er Executive Head Chef im Restaurant Sexy Fish in London. Im Juli 2019 wurde er Executive Chef im Schloss Elmau.
Seit Oktober 2022 ist Anton Pozeg Küchenchef des Restaurants Roten Bar Hotel Sacher in Wien.

## Auszeichnungen
- 2015: Ein Michelinstern für das Restaurant Edvard in Wien
- 2017: Ein Michelinstern für das Restaurant Schwarzreiter in München